# Gloripallium
Genre
Gloripallium est un genre de mollusques bivalves marins de la famille des pectinidés.

## Liste des espèces
Selon World Register of Marine Species (4 décembre 2020) :
- Gloripallium maculosum (Forsskål in Niebuhr, 1775)
- Gloripallium pallium (Linnaeus, 1758)
- Gloripallium speciosum (Reeve, 1853)
- Gloripallium spiniferum (Sowerby I, 1835)